# Физическая география Пермского края

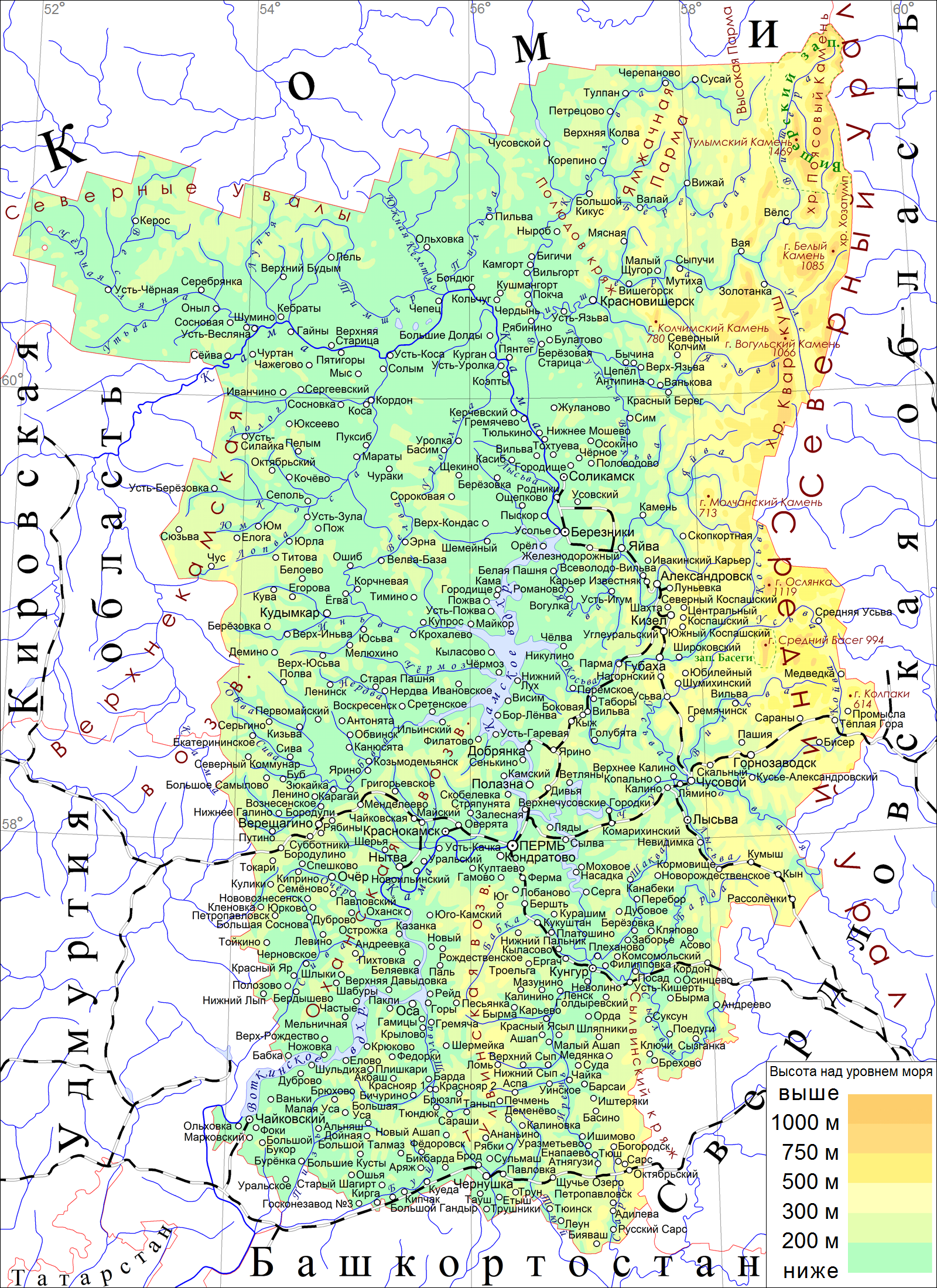
Физическая карта Пермского края

Пермский край расположен в восточной части европейской территории России. Площадь составляет 160 237 км². Территория края вытянута приблизительно на 645 км с севера на юг и на 417,5 км с запада на восток. 99,8 % территории расположено в Европе и 0,2 % — в Азии. В геологическом отношении территория региона представлена восточной оконечностью Восточно-Европейской платформы, которая к востоку сменяется Предуральским краевым прогибом и Уральской складчатой областью. На большей части края широко развиты пермские отложения. На территории Пермского края имеются месторождения нефти, природного газа, каменного угля, калийных солей, алмазов и многих других полезных ископаемых.
Пермский край находится в восточной части Восточно-Европейской равнины и на западных склонах Среднего и Северного Урала. Речная сеть на территории края достаточно густая и развита довольно равномерно. Большая часть рек принадлежит к бассейну Камы; из крупных рек края можно также отметить Чусовую, Сылву, Колву, Вишеру, Яйву и Косьву. На территории региона расположены 3 водохранилища. Для всей территории края характерен умеренный континентальный климат. Почти 71 % от общей площади региона занимают леса; в Пермском крае имеется два заповедника: Вишерский и Басеги.

## Географическое положение
Пермский край граничит с пятью субъектами федерации: республикой Коми (на севере), Свердловской областью (на востоке), республикой Башкортостан (на юге), Удмуртской республикой (на западе и юго-западе) и Кировской областью (на западе).
Крайние точки территории края:
- Северная: 61°39′ с. ш. 59°19′ в. д.HGЯO
- Южная: 56°06′ с. ш. 56°53′ в. д.HGЯO
- Западная: 60°35′ с. ш. 51°46′ в. д.HGЯO
- Восточная: 60°50′ с. ш. 59°29′ в. д.HGЯO
- Самая высокая: гора Тулымский камень (1469 м)[2]
- Самая низкая: урез реки Кама на крайнем юго-западе края (66 м)[2]

## Геология
Для территории края характерно меридиональное зональное строение. В геологическом отношении Пермский край делится на восточную часть Восточно-Европейской платформы, которая сменяется в направлении с запада на восток сперва Предуральским краевым прогибом, а затем Уральской складчатой областью. Наблюдается смена отложений также в направлении с запада на восток от юрских до древних верхнепротерозойских. На большей части края (платформенная часть и прогиб) широко распространены пермские отложения.
Почти повсеместно развиты рыхлые кайнозойские отложения, представленные главным образом четвертичной системой, перекрывающей более древние образования. Восточно-Европейская платформа на большей части территории имеет беломорско-карельский кристаллический фундамент, представленный гнейсами, гранито-гнейсами и амфиболитами. Осадочный чехол платформы сложен малоизменёнными осадочными породами. Начиная с Тиманской гряды и Колвинской седловины и далее к северу фундамент сложен менее изменёнными верхнепротерозойскими породами: кварцитовидными песчаниками, глинистыми сланцами, известняками и доломитами. Мощность чехла составляет от 1,8 до 8 км (на территории беломорско-карельского фундамента) и от 0 до 3 км (на территории верхнепротерозойского фундамента).
В предгорной и частично горной части Урала проходит полоса каменноугольных и девонских отложений. Девон сложен карбонатными и терригенными породами, в различной степени глинистыми. Каменноугольная система также сложена преимущественно карбонатами. На отдельных участках обнажаются осадочные породы вендской системы верхнего протерозоя. Выходы пермской системы на поверхность занимают большую часть платформы. 3 нижних яруса (ассельский, сакмарский и артинский) с запада края до Предуральского прогиба представлены известняками и доломитами. К востоку от Предуральского прогиба артинский ярус замещён обломочными породами (аргиллиты, песчаники, конгломераты). Общая мощность ассельско-артинских отложений составляет от 100 до 1400 м. Кунгурский ярус перми проявляется к востоку от линии пос. Бородулино — устье реки Весляна; сложен ангидритами, гипсами и доломитами. В прогибе мощность яруса повышается вплоть до 1000 м и в нём появляются калийная и каменная соли, достигающие наибольшей мощности в районе городов Березники и Соликамск. К востоку от прогиба сульфаты и соли замещены песчаниками, аргиллитами и алевролитами. Кунгурский ярус выходит на поверхность на значительной части территории края. Отложения уфимского яруса верхней перми представлены песчаниками, плитчатыми известняками, мергелями, аргиллитами и гипсами; их мощность варьирует от 100 до 450 м с запада на восток. Мощность казанского яруса составляет 100—200 м, а татарского яруса — 350—450 м (представлен пестроцветними мергелями и прослоями белых кварцитовых песчаников; имеют место пачки известняков).
Триасовая система (представлена нижним отделом) сложена песчаниками, аргиллитами и конгломератами, её мощность достигает до 150 м. Юрская система развита на северо-западе края; сложена глинами, алевролитами и песчаниками. Палеогеновые и неогеновые отложения имеют место в виде небольших площадей на территории Уфимской макробрахиантиклинали, Предуральского прогиба и Урала; представлены белыми и разноцветными глинами, песками и галечниками. Мощность палеоген-неогеновых отложений достигает 50 м. Четвертичные отложения распространены повсеместно; обычно имеют мощность от 1 до 30 м, иногда — до 60 м. Среди них выделяют гляциальные, флювиогляциальные, озёрно-аллювиальные, элювио-коллювиальные, эоловые и отложения источников. Гляциальные отложения широко распространены на севере региона, к северу от Иньво-Косьвинского водораздела; представлены песчанистыми глинами с включениями валунов и галечников. Флювиогляциальные отложения представлены песками с включениями галек. Озёрно-аллювиальные отложения распространены по долинам рек и на террасах. Их мощность составляет до 30—50 м; представлены песками, глинами, галечниками. Эоловые отложения представлены в виде дюнно-барханных песков по склонам долин.

### Гидрогеология
Гидрогеологические особенности Пермского края определяются разнообразием орографических и геологических условий. В четвертичных, мезозойских, палеозойских и протерозойских образованиях региона обнаружены порово-грунтовые, трещинно-грунтовые, трещинно-пластовые, трещинные, трещинно-карстовые, карстовые и пластовые воды, которые находятся в разных гидродинамических условиях. Равнинная часть края входит в состав восточной окраины Волго-Камского межпластового артезианского бассейна, а горная — в бассейн трещинных вод складчатого Урала. Тип подземных вод определяется литологией пород. Так, для рыхлых аллювиальных, элювиальных и делювиальных отложений наиболее характерны поровые грунтовые воды, которые расположены на небольшой глубине. Для коренных песчано-глинистых мезозойских и пермских отложений прогиба и платформы характерны уже трещинно-грунтовые воды. Они образуют первый повсеместно развитый на небольшой глубине водоносный горизонт. Ниже к пластам и линзам песчаников, конгломератов и мергелей приурочены трещинно-пластовые, а к прослоям известняков — трещинно-карстовые воды. Их глубина залегания различается, но обычно, больше, чем грунтовых вод. В карбонатных и сульфатных породах, а также в линзах солей, развиты карстовые воды.
В метаморфических и осадочных толщах Урала развиты трещинно-грунтовые и жильные, а в прослоях карбонатов — трещинно-карстовые воды. В глубоко залегающих палеозойских отложениях платформы развиты пластовые вод, отличающиеся высокой минерализацией. Распределение типов подземных вод, равномерность водообильности пород и связь различных водоносных горизонтов определяют структурные особенности территории Урала и Предуралья.

### Полезные ископаемые

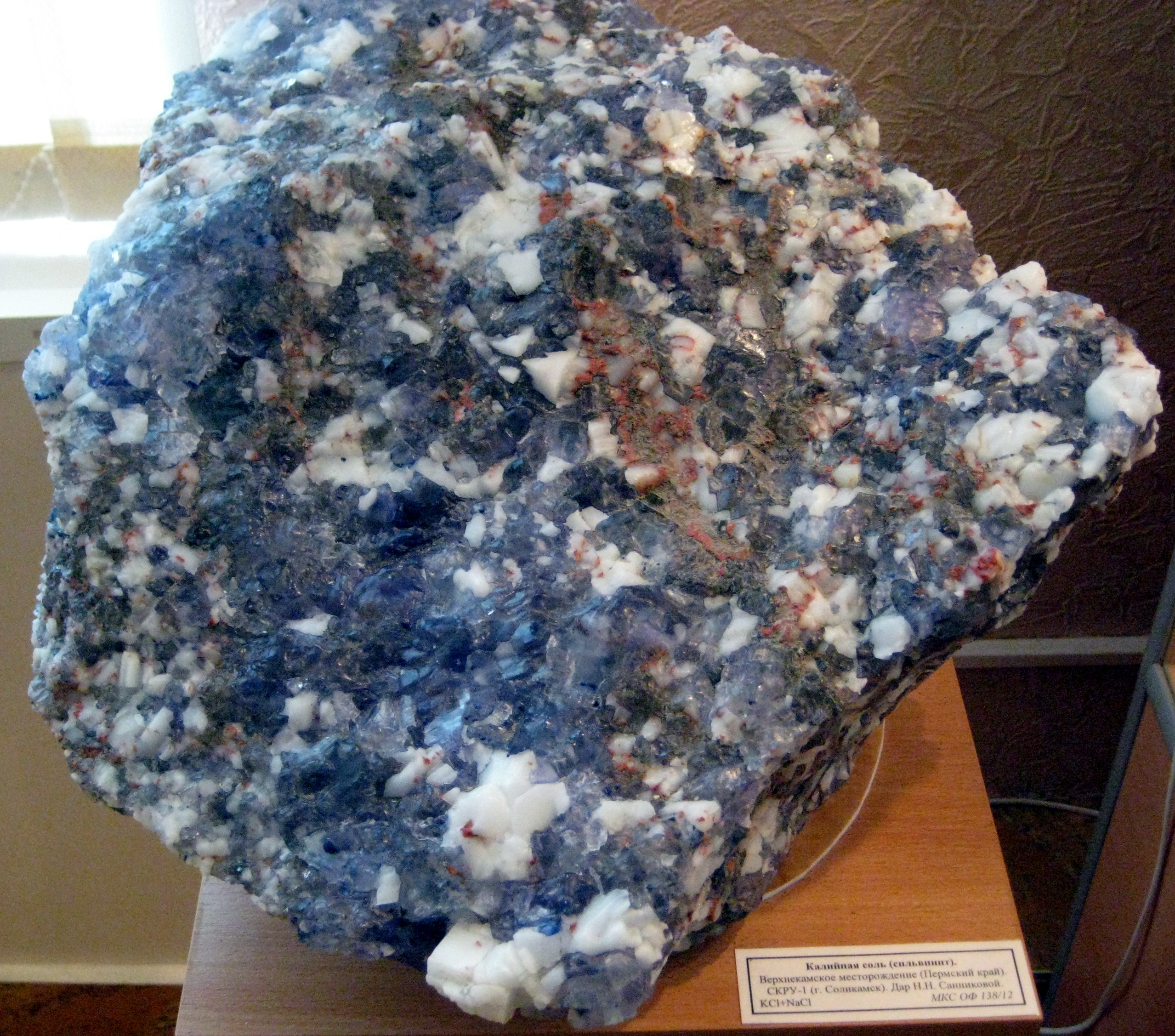
Сильвинит, добытый на Верхнекамском месторождении калийных солей

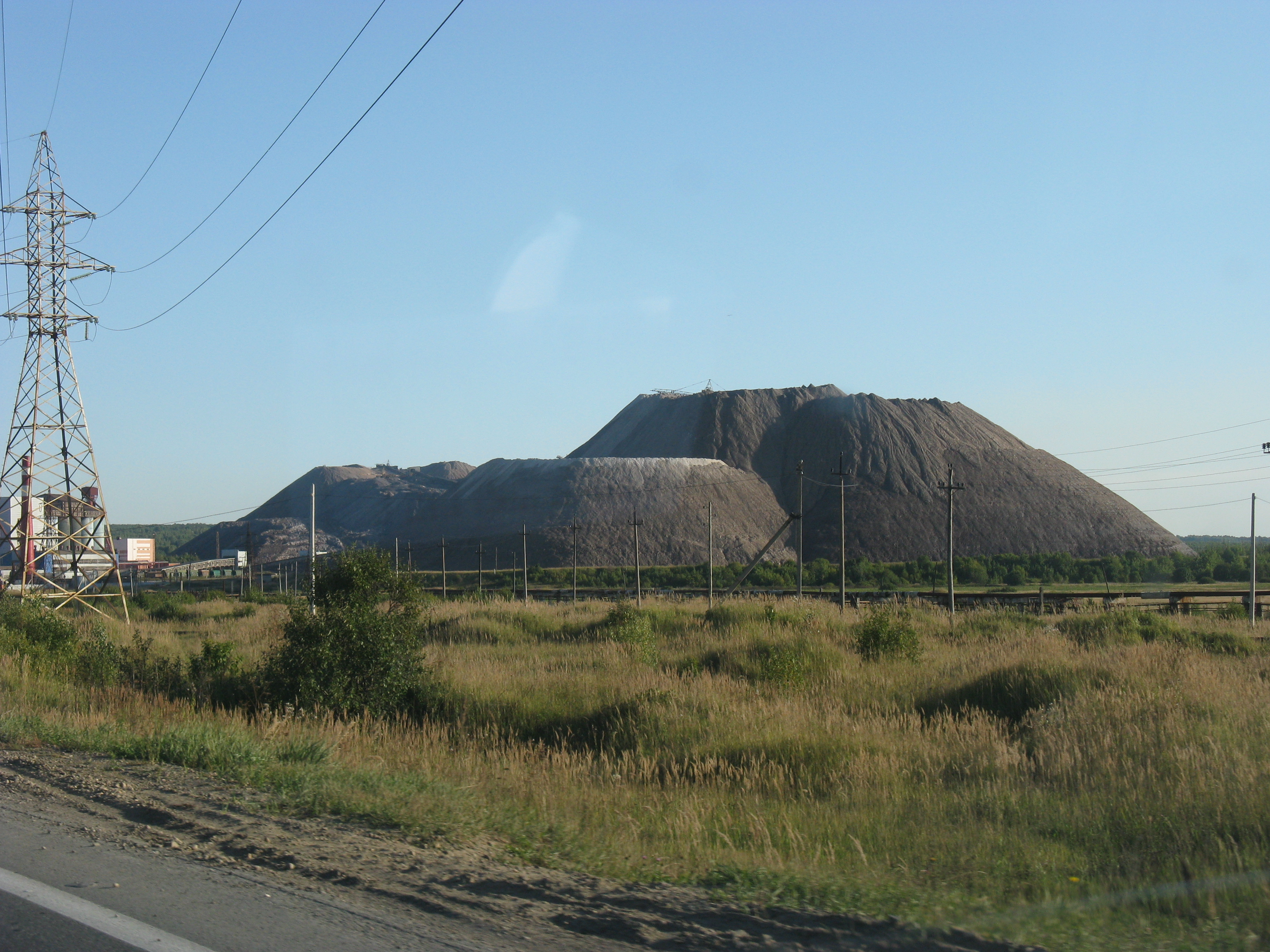
Солеотвал в Соликамске

Территория Пермского края характеризуется большим разнообразием полезных ископаемых. В отношении горючих ископаемых регион относится к Волго-Уральской нефтегазоносной области, в отношении угля — к Кизеловскому угольному бассейну, в отношении металлических ископаемых — к Уральской металлогенической провинции. По состоянию на 2010 год на территории края обнаружено и разведано 1397 месторождений 49 видов полезных ископаемых. В недропользовании находится 335 (24 %) месторождений, в нераспределенном фонде — 1062 месторождения (76 %).
Нефть в регионе впервые была обнаружена в 1929 году вблизи посёлка Верхнечусовские Городки. По данным на 2010 год в регионе имеется 227 месторождений углеводородов, из них 196 — нефтяные, 19 — газонефтяные, три — нефтегазовые, пять — нефтегазоконденсатные и четыре — газовые. Добыча нефти осуществляется главным образом в южных и центральных районах края; месторождения на севере региона разрабатываются слабо в связи с глубоким залеганием нефти. Уголь в Пермской крае добывается на протяжении более 200 лет. Кизеловский угольный бассейн содержит каменный, коксующийся, энергетический уголь, который долгое время составлял основу топливно-энергетического баланса края. Данный бассейн протянулся с севера на юг на 150 км, от города Александровск до города Лысьва; ширина Кизеловского угольного бассейна составляет около 25 км. Сложные геологические и технические условия, значительные притоки подземных вод в шахты, а также высокие энергетические затраты делают добычу угля убыточной. Пик добычи был достигнут в 1960 году (составил 12 млн тонн), с тех пор добыча угля постоянно сокращается, а разведка новых месторождений на территории региона не ведётся.
На территории края, в районе городов Соликамск и Березники, расположено Верхнекамское месторождение калийных солей — одно из крупнейших в мире в своём роде. Оно представляет собой многопластовую соляную толщу линзовидной формы с мощностью вплоть до 550 м, сверху перекрытую породами соликамской и шешминской свит уфимского яруса нижней перми (мощность перекрывающих пород составляет 190—270 м). Добыча алмазов осуществляется на севере Пермского края, преимущественно в долине реки Вишера. Госбалансом запасов в Пермском крае учитываются восемь месторождений россыпных алмазов; из них шесть расположены на территории Красновишерского района и два — на территории подчинённой городу Александровск. Наиболее значительными по запасам алмазов являются Чикманское месторождение и участок Волынка Больше-Щугорского месторождения.
Среди рудных ископаемых имеются месторождения хромистого железняка, железных и медных руд. Расположенная в крае Сарановская группа месторождений хромовых руд, является одним из основных источников хромового сырья в России. Основные месторождения золота находятся в Красновишерском и Горнозаводском районах региона; они сравнительно небольшие и располагаются вдали от транспортных магистралей. На территории края осуществляется добыча строительных ископаемых, в том числе известняка, доломита, гипса, глины, ангидрита, кварцевых песков и гравия. Государственный баланс учитывают 10 месторождений гипса; из разрабатываемых можно выделить Соколино-Саркаевское, Ергачинское, Шубинское и Чумкасское. Ново-Пашийское месторождение цементного сырья состоит из участков известняков и глинистых сланцев, расположено в Горнозаводством районе. Большинство месторождений песчано-гравийных материалов приходится на долину реки Камы и её крупных притоков.

## Рельеф
Пермский край расположен в северо-восточной части Восточно-Европейской равнины (около 80 %) и на западных склонах Среднего и Северного Урала (около 20 %). Современный рельеф региона является результатом взаимодействия экзогенных и эндогенных факторов. Основные характеристики рельефа в равнинной части имеют платформенный режим развития и предопределены тектоникой. Значительную роль здесь играют аккумулятивные и денудационные процессы. Большое влияние на рельефообразование оказывают неотектонические движения. На территории края широкое развитие имеет карст карбонатных, сульфатных и соляных пород.

### Восточно-Европейская равнина
Западная и центральная части региона представляют собой всхолмлённую равнину, которая плавно повышается в восточном и южном направлениях. Равнинная часть Пермского края имеет высоту главным образом от 200 до 400 м над уровнем моря. В рамках равнины выделяют отдельные возвышенности: Северные Увалы (на северо-западе края), Верхнекамская возвышенность (на крайнем западе), Оханская возвышенность (в центральной части), Тулвинская возвышенность (на юге) и Уфимское плато (на крайнем юго-востоке). Наибольшей высоты достигает Тулвинская возвышенность, высшая точка которой, гора Белая, составляет 446 м над уровнем моря. Высота горы Осиновая Голова, также расположенной в пределах данной возвышенности, составляет 430 м. К юго-западу, в бассейнах рек Буй и Сайгатка, Тулвинская возвышенность переходит в Буйскую волнистую равнину. Наиболее приподнятой частью Уфимского плато на территории края является Сылвинский кряж, высота которого достигает 403 м. Кряж простирается в меридиональном направлении приблизительно на 90 км; восточный его склон резко обрывается к долинам рек Сылвы и Уфы, а западный — пологий, плавно переходит в равнинную область
. Верхнекамская возвышенность простирается вдоль границы с Кировской областью и имеет в пределах края средние высоты 250—270 м и максимальную высоту 329 м. По сравнению с Северными Увалами менее заболочена. Верхнекамская возвышенность является водоразделом между притоками верхней части Камы в Кировской области и притоками, впадающими в Каму на территории края
. Оханская возвышенность с высотами до 327 м является непосредственным продолжением Верхнекамской возвышенности, простираясь далее на восток и юго-восток. Характерной особенностью возвышенности является сильно пересечённый рельеф. Северные Увалы, располагаясь преимущественно на территории Кировской и Вологодской областей, заходят на территорию Пермского края лишь своей северо-восточной оконечностью. Характеризуются волнистым слабохолмистым рельефом с высотами до 270 м над уровнем моря; сильно заболочены. На территории края увалы представляют собой водораздел между бассейнами рек Камы и Вычегды.
Наиболее низменной частью края являются долины реки Камы и её притоков. На северо-западе Пермского края, между Северными Увалами и Верхнекамской возвышенностью располагается Веслянская низменность с абсолютными высотами 150—170 м. Переход к окружающим возвышенностям — довольно постепенный
. Сужаясь к востоку, Веслянская низменность переходит в Камско-Кельтминскую низменность, которая, в свою очередь, к юго-востоку переходит в Язьвинско-Вишерскую низменность, а та к югу — в Среднекамско-Косьвинскую низменность с высотами 110—113 м. К югу от Камко-Кельтминской низменности, в бассейне реки Коса, располагается Косинская низменность с высотами от 120 до 150 м. Восточной границей низменности является возвышенность Кондасские Увалы, отделяющая бассейн реки Коса от рек, непосредственно впадающих в Каму. Минимальная отметка высот отмечена на крайнем юго-западе края, в урезе реки Камы, и составляет всего 66 м над уровнем моря.

### Уральские горы

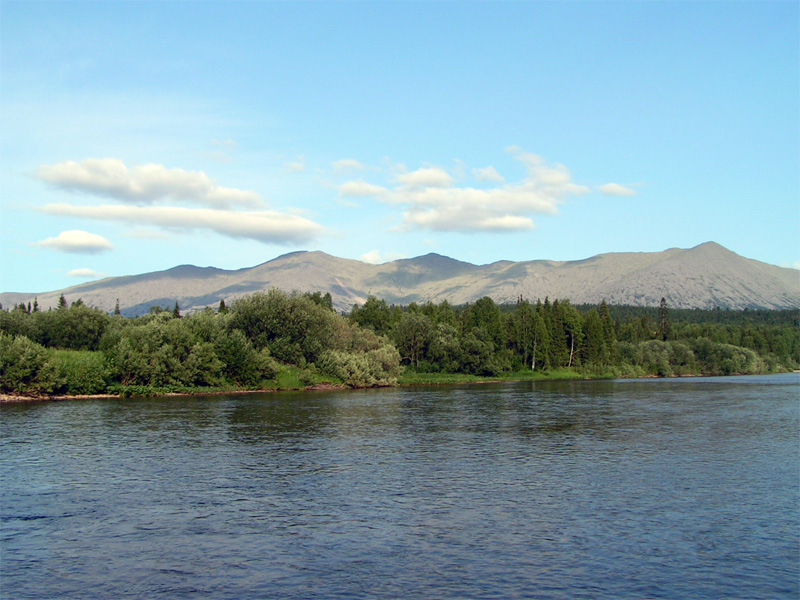
Тулымский Камень — высшая точка Пермского края. Вид с реки Вишеры

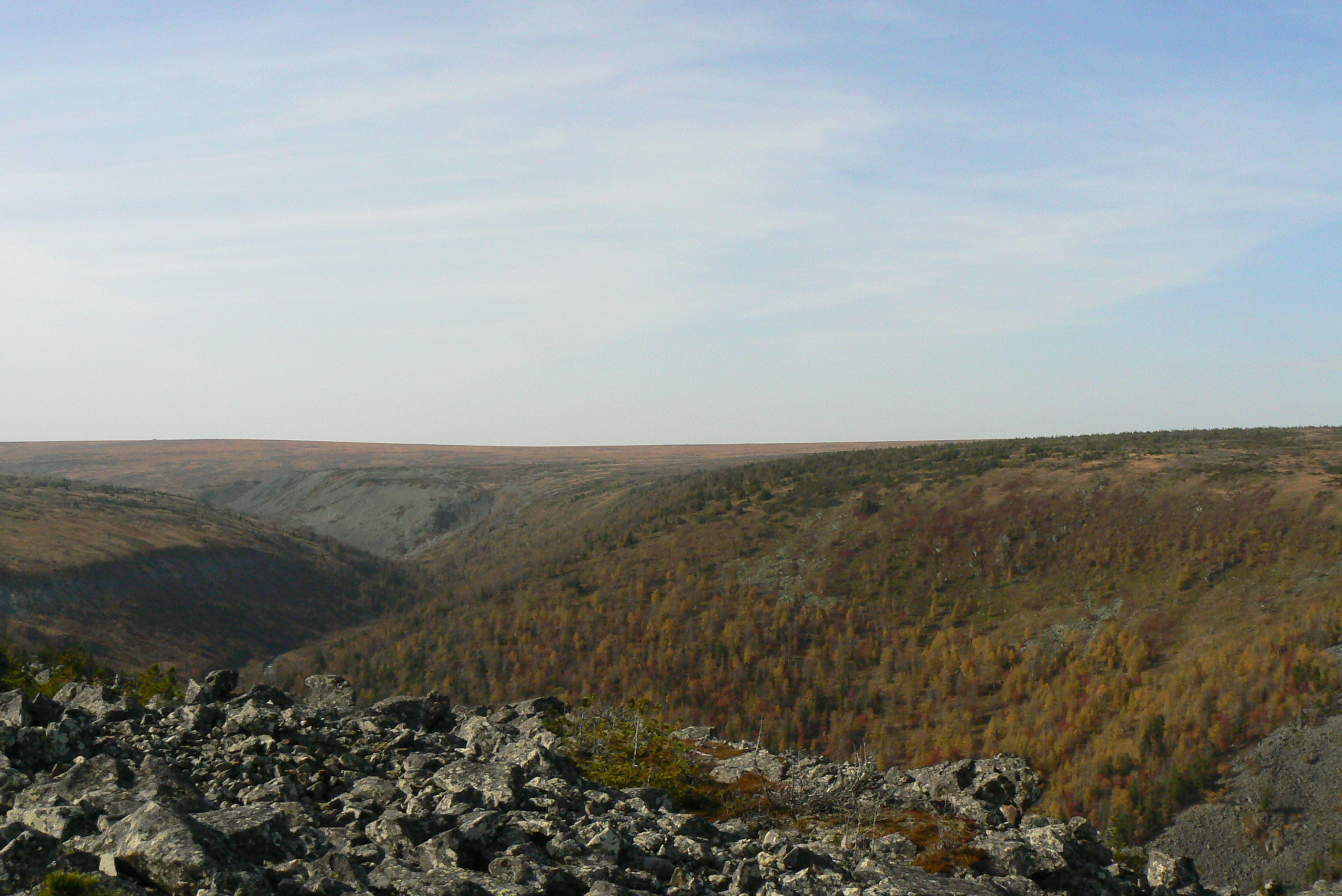
Вид на хребет Кваркуш

Уральские горы тянутся в меридиональном направлении вдоль восточной оконечности края. Границу между Северным и Средним Уралом проводят по подножию горы Ослянка (1119 м). Северный Урал является средневысотной областью с преобладающими высотами от 800 до 1400 м и состоит из нескольких параллельных горных хребтов общей шириной от 50 до 60 км. Средний Урал располагается между 59° 15' с. ш. и 55° 54' с. ш. Является низкогорной областью с высотами 600—800 м и отличается грядово-увалистым сглаженным рельефом. Высшая точка края — гора Тулымский камень, 1469 м над уровнем моря. Другие значительные горы включают: Ишерим (1331 м), Ху-Соик (1300 м), Молебный Камень (1240 м), Ослянка (1119 м), Нятарухтум-Чахль (1110 м), Белый Камень (1080 м), Вогульский Камень (1066 м) и Шудья-Пендыш (1050 м).
На Северном Урале, в южной части бассейна реки Вишеры, между рекой Улс и верховьями реки Яйвы, простирается отрог Уральских гор — хребет Кваркуш, который составляет около 60 км в длину и 12—15 км в ширину. Кваркуш представляет собой плато, на котором располагаются отдельные вершины, обычно имеющие небольшое относительное превышение. Высшей точкой хребта является гора Вогульский Камень (1066 м над уровнем моря). К северо-востоку от Кваркуша располагается горный хребет Хоза-Тумп, являющийся водоразделом рек Камы и Оби. Хоза-Тумп простирается в меридиональном направлении и составляет 41 км в длину и всего 6 км в ширину (в самой широкой части). Постепенно сужается в направлении с севера на юг. Состоит из трёх частей, соединённых между собой пологими седловинами; также как и Кваркуш, Хоза-Тумп также имеет платообразный вид. На крайнем северо-востоке края, в верховьях Вишеры, располагается хребет Поясовый Камень, который продолжается далее на север, вдоль границы республики Коми и Свердловской области. На севере Среднего Урала располагается хребет Басеги, который протянулся с севера на юг на 32 км при ширине 5 км в самой широкой части. Высшей точкой хребта является гора Средний Басег (994 м).

## Гидрология
По обеспеченности водными и гидроэнергетическими ресурсами Пермский край занимает первое место на Урале. Территория края характеризуется густой гидрологической сетью, которая развита достаточно равномерно. На один квадратный километр площади на юге края в среднем приходится 0,4 км речной сети, а на севере края — до 0,8 км. Объём речного стока составляет около 57 км³ в год, при этом, более 80 % от этого значения формируется в пределах края, а оставшаяся часть поступает из Кировской и Свердловской областей. Воды края широко используются в различных отраслях хозяйства. Около трети всего речного и озёрного фонда имеет рыбопромысловое значение.

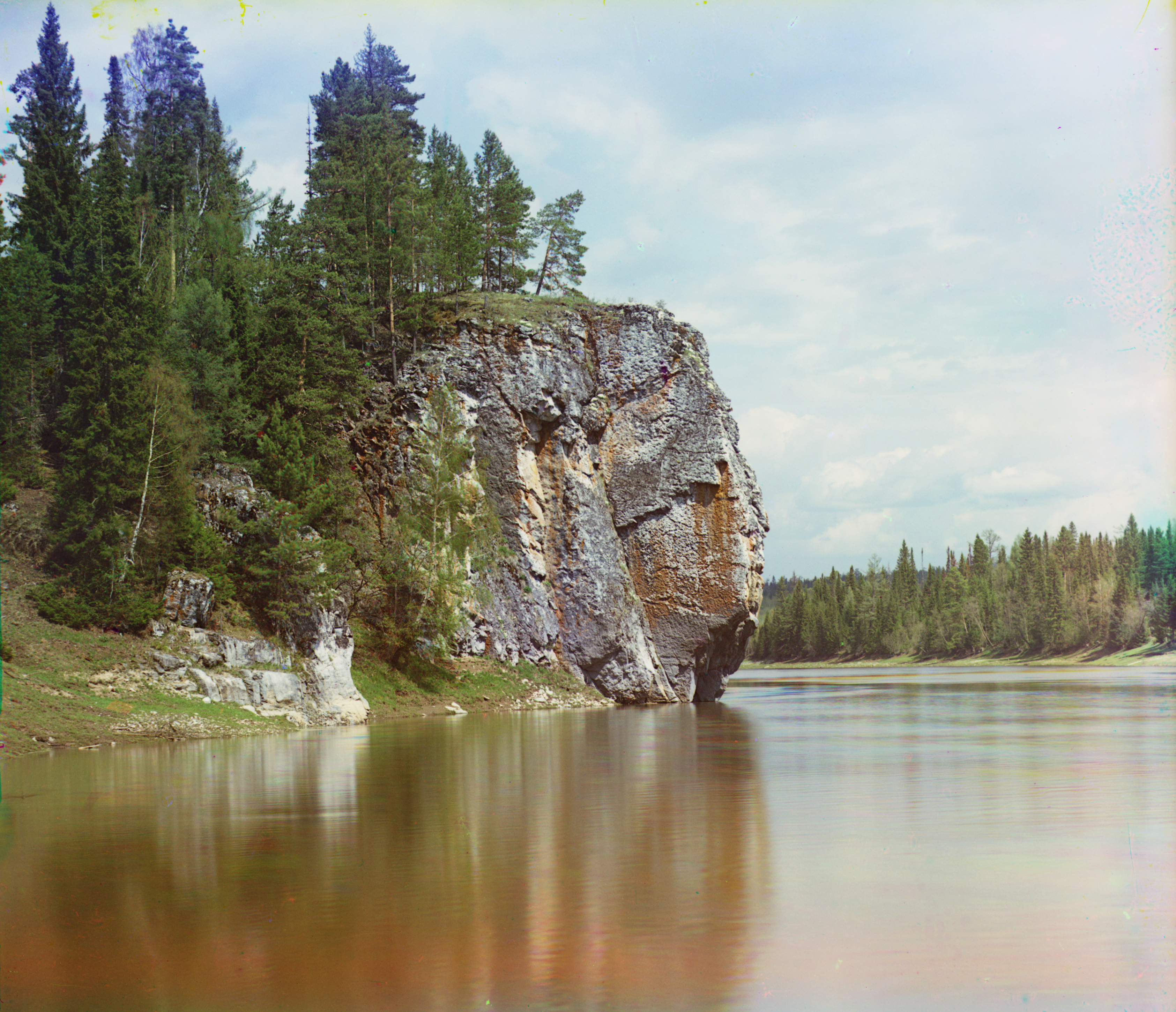
Река Чусовая
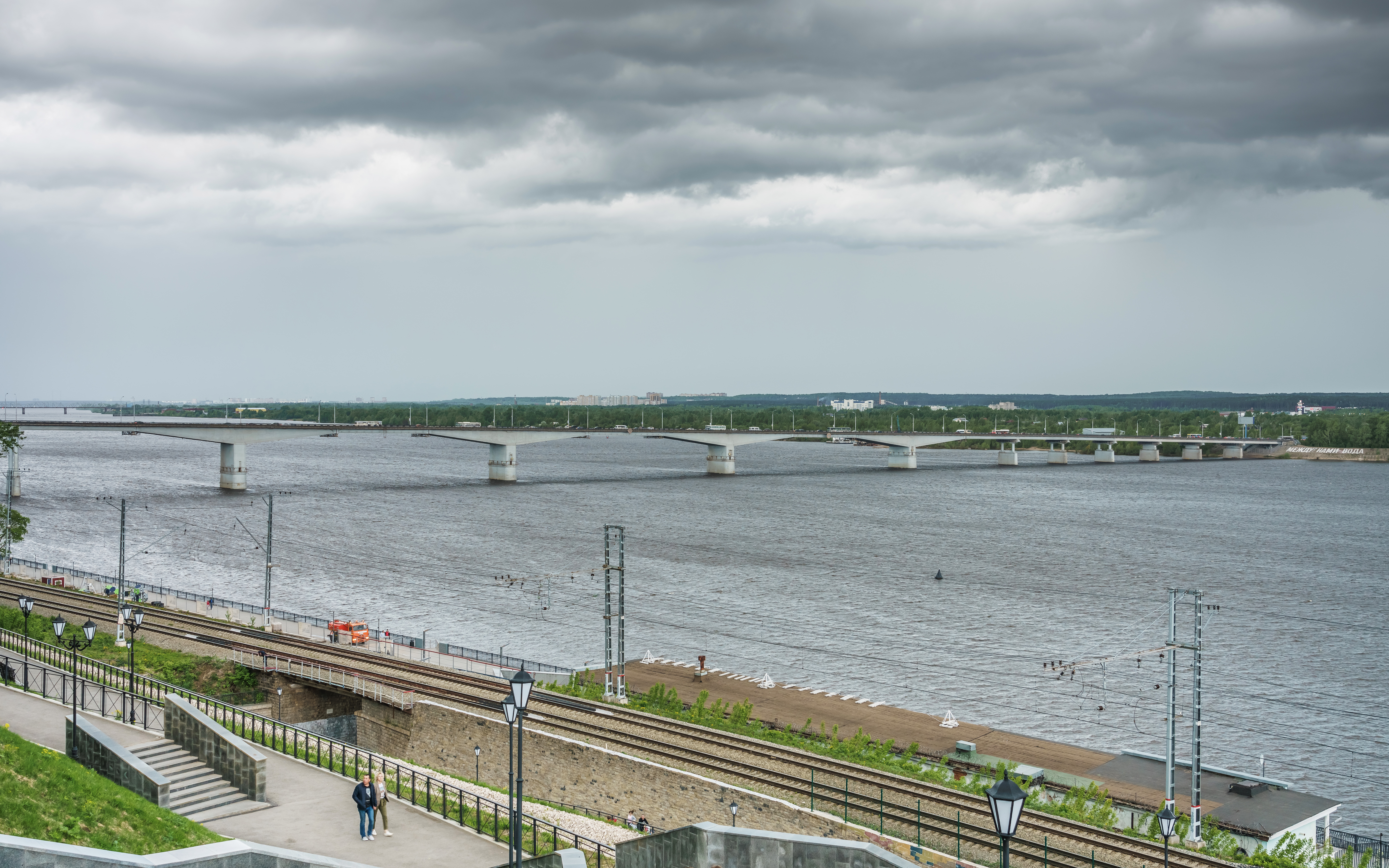
Коммунальный мост через реку Кама в Перми
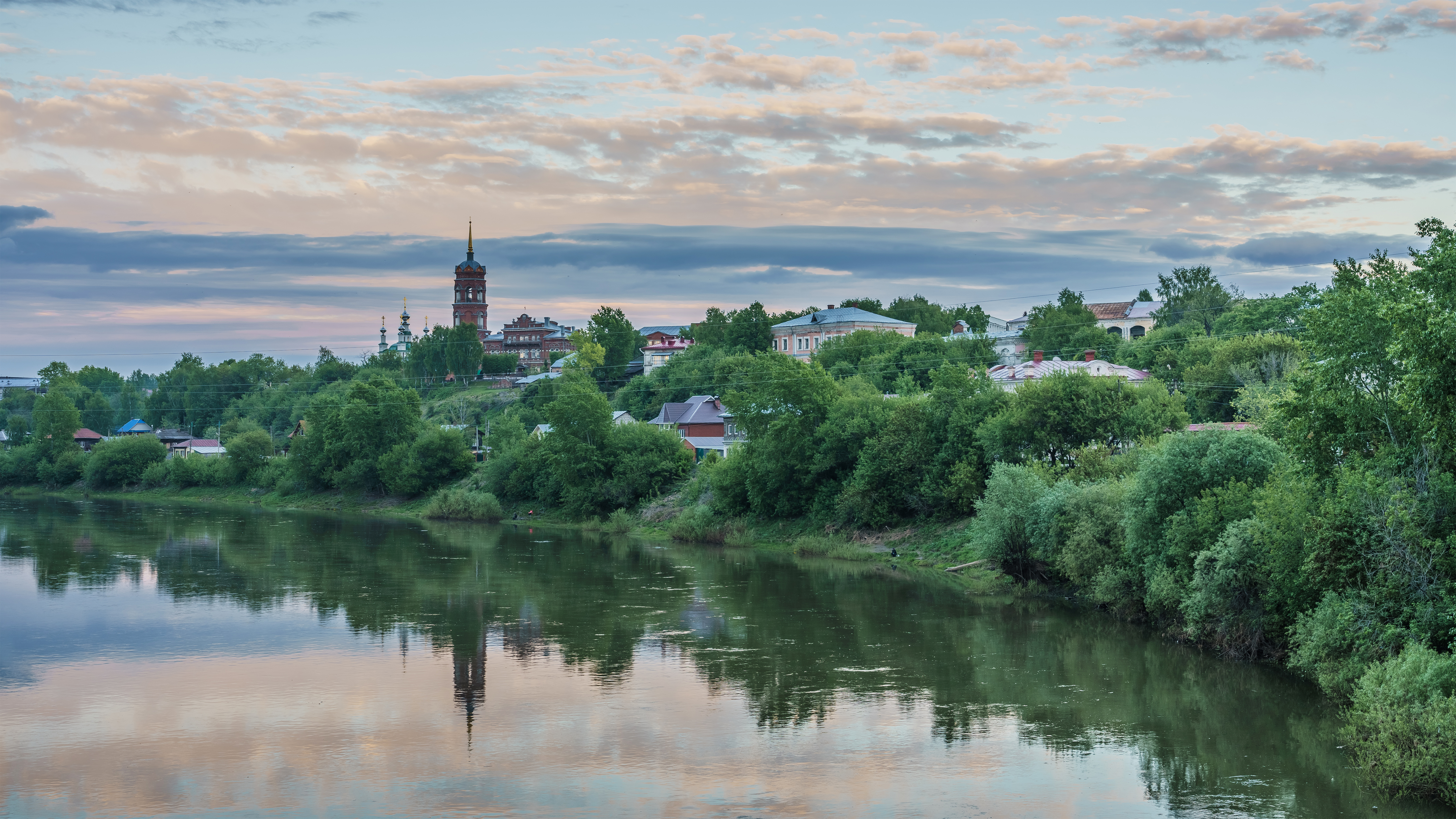
Река Сылва в городе Кунгуре
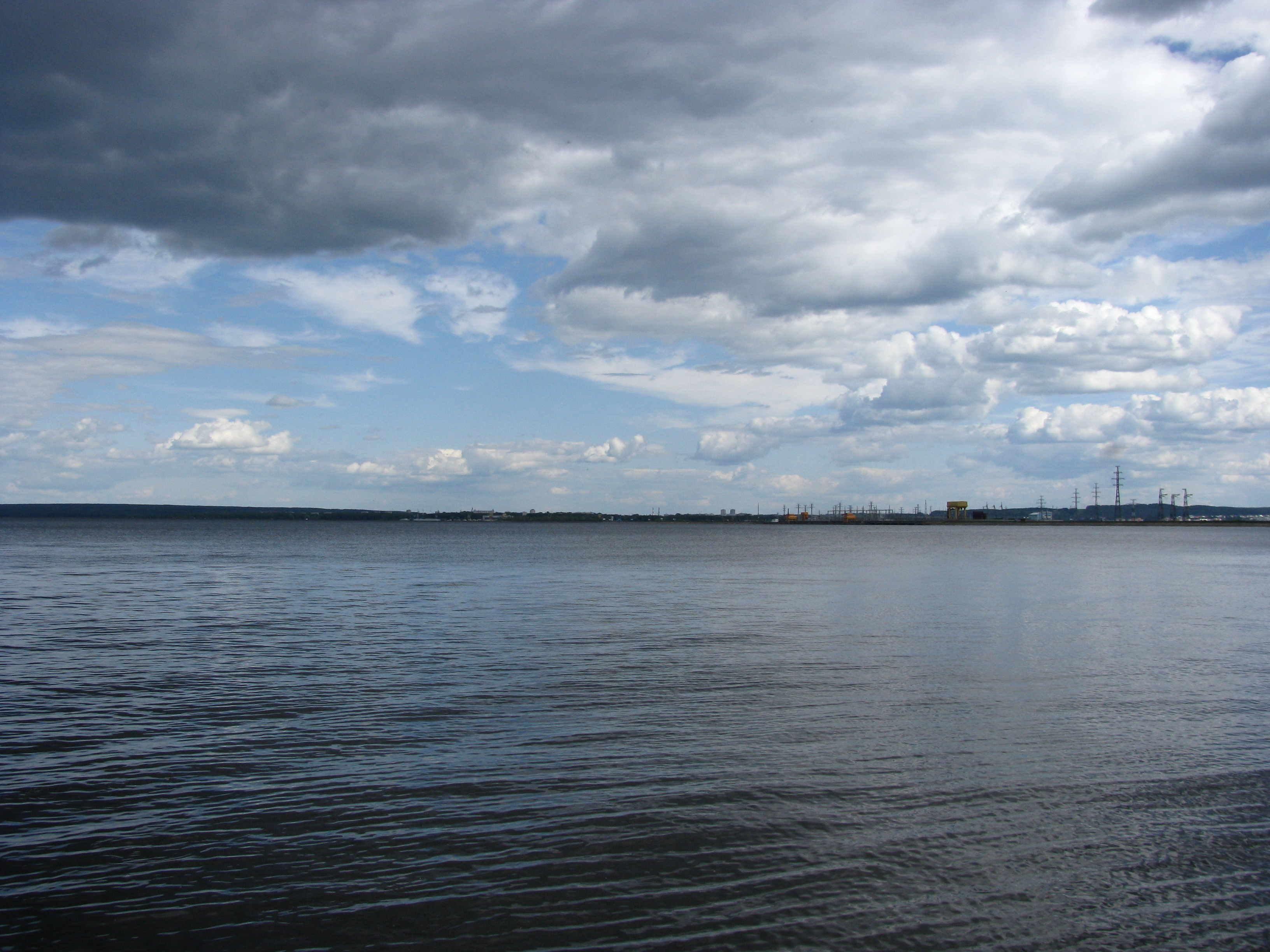
Воткинское водохранилище в районе верхнего бьефа Воткинской ГЭС

### Реки
Особенности распределения поверхностных вод территории региона определяются климатическими условиями и рельефом, а также геологическим строением и растительным покровом. На территории края насчитывают 545 рек с длиной более 10 км, общая протяжённость которых составляет около 29,8 тысяч км. Всего в Пермском крае имеется свыше 29 000 больших и малых рек, общей протяжённостью около 90 тысяч км. Большая часть рек региона относится к бассейну реки Камы, которая является крупнейшей водной артерией края и седьмой по длине рекой России. Кама не уступает по водности реке Волге в месте их слияния. Только очень незначительная часть рек на крайнем северо-западе региона (севере Гаинского района) относится к бассейну реки Вычегды. Среди рек края выделяют как горно-равнинные (Вишера, Косьва, Яйва, Чусовая), так и равнинные (Иньва, Обва, Тулва) реки.
Питание рек — смешанное, с преобладанием снегового (более 60 %). В зависимости от конкретной реки, от 15 до 30 % стока формируется также за счёт подземных вод (особенно важную роль подземное питание играет в районах развития карста). Ввиду преимущественно снегового питания, реки края имеют чётко выраженные весеннее половодье (его объём достигает 56—78 % от годового стока), летне-осеннюю межень, нарушаемую дождевыми паводками, и зимнюю межень. Распределение стока зависит преимущественно от количества выпадающих атмосферных осадков и величины испарения, которые в свою очередь, обуславливаются климатической зональностью и влиянием рельефа. Максимальные модули стока имеют реки центральной части Северного Урала — 20—25 л/(с·км²), а также западного склона Северного и Среднего Урала — 10—20 л/(с·км²). В Предуралье модули стока составляют 8—10 л/(с·км²), а на Восточно-Европейской равнине — 3—8 л/(с·км²).
Крупнейшие реки Пермского края:
| Название реки | Длина (км) | Площадь бассейна (км²) | Расход воды (м³/с) | Средний уклон (м/км) | Устье   |
| ------------- | ---------- | ---------------------- | ------------------ | -------------------- | ------- |
| Кама          | 1805       | 507 000                | 3500               | 0,1                  | Волга   |
| Чусовая       | 592        | 23 000                 | 222                | 0,4                  | Кама    |
| Сылва         | 493        | 19 700                 | 139                | 0,3                  | Чусовая |
| Колва         | 460        | 13 500                 | 457                | 0,3                  | Вишера  |
| Вишера        | 415        | 31 590                 | 457                | 0,2                  | Кама    |
| Яйва          | 304        | 6250                   | 88                 | 1,0                  | Кама    |
| Косьва        | 283        | 6300                   | 90                 | 1,0                  | Кама    |
| Коса          | 267        | 10 300                 | 40                 | 0,2                  | Кама    |
| Весляна       | 266        | 7490                   | 68                 | 0,2                  | Кама    |
| Иньва         | 257        | 5920                   | 29                 | 0,2                  | Кама    |
| Обва          | 247        | 6720                   | 41,7               | 0,5                  | Кама    |

### Озёра и болота
На территории Пермского края имеется около 800 озёр разного генезиса общей площадью более 120 км². Преобладают озёра карстового и старичного происхождения. В бассейне верхней Камы расположены 33 % всех озёр края; в бассейне Вишеры — 32 %; в бассейне Сылвы — 22 %. Остальные озёра приурочены к бассейнам Яйвы, Иньвы, Чусовой и средней Камы.
Крупнейшим озером Пермского края является расположенное на севере Чердынского района Чусовское озеро, площадь зеркала которого составляет 19,1 км². Озеро составляет около 15 км в длину; его максимальная глубина — 8 м, а средняя глубина всего — 1,5—2 м. Севернее Чусовского, в пойме реки Берёзовка, располагается озеро Берёзовское с площадью зеркала 2,08 км². В образовании обоих озёр большую роль, вероятно, сыграли процессы выщелачивания солей и медленного проседания поверхности земли. В заболоченной местности на западе Чердынского района расположено озеро Большой Кумикуш (17,8 км²), а в 6 км к востоку от него — озеро Новожилово (7,12 км²). На юго-западе Красновишерского района расположено озеро Нюхти, площадь которого составляет 5,4 км²; оно соединяется с рекой Конылва протокой. На юге Гайнского района, вблизи границы с Кировской областью, располагается озеро Адово с площадью 3,68 км². Самыми глубокими озёрами края являются Рогалёк (61 м) и Белое (46 м), расположенные на севере Добрянского района, оба имеют карстовое происхождение. Озёра такого типа являются характерной особенностью районов развития сульфатного и соляного карста на восточной окраине платформы и в Предуральском краевом прогибе. Реже они встречаются и в районах распространения карбонатного карста. Старичные озёра дуговидной и подковообразной формы распространены в поймах и на низких аккумулятивных террасах в долинах Камы, нижнего течения Вишеры, Колвы, Вишерки, Яйвы, Язьвы, Чусовой, Сылвы и др.
В Пермском крае распространены как низинные, так и верховые болота. На территории края имеется более 1000 болот общей площадью около 25 000 км². Наиболее крупные из них расположены в северной части региона. Торфяные залежи более 800 болот имеют промышленное значение.

### Водохранилища и пруды
На территории Пермского края имеется 3 водохранилища, 2 из них на реке Каме: Камское, площадь водного зеркала которого составляет 1915 км² и Воткинское — 1120 км². На реке Косьве располагается Широковское водохранилище с площадью зеркала 40,8 км². Камское водохранилище было образовано на реке Каме выше города Перми в результате строительства Камской ГЭС в 1954 году. Распространение водохранилища вдоль реки с севера на юг составляет около 250 км; максимальная ширина с запада на восток — 13,5 км. Средняя глубина составляет 6,5 м; максимальная глубина — 32 м; объём — 11 508 млн м³. С созданием этого водохранилища на Каме выше Перми резко улучшились условия судоходства и сплава; стали судоходными и низовья крупных притоков Камы, таких как Чусовая и Сылва. Воткинское водохранилище было образовано в 1962 году в результате строительства плотины вблизи города Чайковский. Наибольшая ширина — 8,2 км. Средняя глубина насчитывает 8,4 м, максимальная глубина — 30 м. Широковское водохранилище было создано в 1948 году, в результате строительства плотины на Косьве, вблизи посёлка Широковский. Этот водоём значительно уступает двум другим водохранилищам края по площади водной поверхности. Полный объём водохранилища составляет 0,5 км³, средняя глубина — 12,9 м.
В крае имеется около 500 прудов. Крупнейшие из них: Нытвенский (6,7 км²), Сёминский (5,2 км²) и Очёрский (4,3 км²). Наиболее старые пруды были созданы ещё 150—200 лет назад при строительстве на Урале медеплавильных и других заводов.

## Климат
Для всей территории Пермского края характерен умеренный континентальный климат с тёплым или жарким летом и довольно холодной продолжительной зимой. Важнейшим климатообразующим фактором для данной территории является западный перенос воздушных масс. Другим немаловажным фактором являются особенность рельефа региона, главным образом, барьерный эффект Уральских гор. От северных районов к южным и от западных к восточным возрастает роль антициклонального типа погоды и снижается — циклонального. В холодную половину года преобладают антициклоны, а в тёплую — циклоны. Определённую роль в формировании климата играют также такие факторы как снежный покров, растительность, водные объекты и почвенный покров. Самый холодный месяц — январь, средняя температура которого изменяется от −14°С на юго-западе края до −18°С — на северо-востоке. Средняя температура самого тёплого месяца (июля) меняется от +18°С на юго-западе до +13°С — на северо-востоке края. Абсолютные температурные минимумы составляют от −54 до −47°С, а абсолютные максимумы — от +36 до +38°С. Абсолютный минимум для Перми был зафиксирован 31 декабря 1978 года и составил −47°С. Среднегодовая температура в регионе изменяется от +0,7 до +2,4°С, понижаясь в направлении с юго-запада на северо-восток края. Для города Перми этот показатель составляет +1,5°С.
Среднее годовое количество осадков изменяется от 410—450 мм на юго-западе края до 1000 мм на крайнем северо-востоке. Большая часть осадков приходится на тёплую половину года. Максимальная высота снежного покрова отмечается в первой половине марта и составляет в среднем от 50—60 см на юге края до 100 см — на северо-востоке. Постоянный снежный покров формируется на юге края — в середине ноября, а на севере — в конце октября и держится в среднем 170—190 дней в году. Максимальные в году средние скорости ветра отмечаются в апреле и мае, минимальные скорости ветра — в июле.
Для региона характерна частая повторяемость опасных метеорологических явлений (туманы, грозы, метели, сильные ливни, ранние заморозки, гололёд и др.). Туманы наблюдаются в течение всего года, но чаще всего в период с июля по октябрь. Грозы бывают чаще всего в летний период, но иногда и в конце зимы (очень редкое метеорологические явление). Наибольшее число дней с грозами, так же как и наибольшее число дней с туманами, отмечается на северо-востоке края, в районе горы Полюдов Камень. Непостоянство погодных условий во времени сильно осложняет ведение сельского хозяйства на территории края.
Гайнский, Косинский и Кочёвский районы края приравнены к районам Крайнего Севера.

## Почвы
Большая протяжённость территории с севера на юг и наличие в восточной части Уральских гор обуславливает большое разнообразие типов почв. В регионе преобладают почвы подзолистого типа (около 64 % от общей площади), среди которых в свою очередь преобладают дерново-подзолистые (38,8 % от общей площади), подзолистые (22,8 %) и торфянисто-подзолистые оглеенные (2,4 %). В целом характеризуются низким содержанием гумуса и кислой реакцией среды. В юго-восточной части края, в Кунгурском и Суксунском районах, развиты серые лесные почвы и оподзоленные чернозёмы (3,3 % от общей площади). Светло-серые почвы по плодородию близки к дерново-позолистым, а серые и оподзоленные чернозёмы более плодородны. На крутых склонах и перегибах небольшими участками встречаются дерново-карбонатные почвы (2,2 % от общей площади). В поймах рек распространены аллювиальные дерново-кислые почвы (5,1 % от общей площади); отличаются относительно высоким плодородием. Болотные почвы составляют 3,5 % от общей площади, а горные почвы — 14,2 %. В горных районах наблюдается высотная поясность в виде постепенного перехода от горных лесных подзолистых до горно-тундровых.
Ввиду значительных уклонов и интенсивных летних дождей, значительная часть почв края подвержена эрозии, в том числе около 40 % от всех пахотных угодий. Большая часть почв нуждается в повышении плодородности путём внесения органических и минеральных удобрений; около 89 % от всех пахотных угодий требуют известкования.

## Живая природа
Основу растительного покрова края составляют леса, занимающие около 71 % от его общей площади. В бассейнах верхней Камы, Вишеры, Колвы, Косьвы, Яйвы, Язьвы и Чусовой лесистость выше средней на 10—20 %, а в водосборах Иньвы, Обвы, Тулвы, Шаквы, Таныпа она несколько ниже средней. Более 80 % площади лесов составляют хвойные (ель — 65 %, сосна — более 13 %; пихта — 2,5 %). В лиственных лесах наиболее распространена берёза (17 %). На севере края преобладают еловые леса с примесью пихты и сибирского кедра; к югу заметно возрастает роль лиственных пород. Южнее Березников к хвойным породам примешивается липа, а южнее Осы примешиваются и другие широколиственные породы — клён, вяз, иногда дуб. По заболоченным долинам рек и вблизи торфяных болот развиты так называемые согровые леса (еловые, елово-ольховые, сосновые), для которых характерно угнетённое состояние древесного покрова. По террасам крупных рек встречаются боры; в горных районах распространены пихтово-еловые и берёзовые леса, на наиболее возвышенных участках — горные тундры. Луговая растительность характерна для водоразделов и речных долин. К югу от Кунгура расположена лесостепь. Флора сосудистых растений края включает примерно 1600 видов более чем из ста семейств.
Значительную часть лесов края (более 50 %) составляют спелые и перестойные насаждения. Приблизительно 20 % лесов приходится на долю молодняков, остальная часть — средневозрастные леса. В связи с развитием промышленного производства лесные ресурсы региона интенсивно эксплуатировались начиная с XVII века. В настоящее время на территории Пермского края также ведутся интенсивные лесозаготовки; с целью лесовосстановительных работ созданы постоянные лесные приёмники.
На территории региона обитает 68 видов млекопитающих, 280 видов птиц, 6 видов пресмыкающихся и 9 видов земноводных. Из хищных млекопитающих широко распространены куница, горностай, ласка; в южных районах — барсук и выдра, в северных — росомаха. По всей территории края встречаются волки, медведи и рыси. Из парнокопытных часто встречается лось. Из птиц в регионе наиболее широко распространены глухари, тетерева, клесты, несколько видов синиц; из перелётных птиц встречаются скворцы, дрозды, грачи, ласточки. Хищные птицы представлены совами, вороном, сороками, орлами.

### Охраняемые природные территории
На территории Пермского края расположены две особо охраняемые природные территории федерального значения: заповедники Басеги и Вишерский. Имеется 282 особо охраняемые природные территории регионального значения, среди них: 20 государственных природных заказников, 114 памятников природы, 5 историко-природных комплексов и объектов, 46 природных резерватов и 97 охраняемых ландшафтов. Кроме того, в регионе находится 51 особо охраняемая природная территория местного значения.
Вишерский заповедник расположен на Северном Урале, на крайнем северо-востоке края (территория Красновишерского района); был образован в 1991 году. Площадь охраняемой территории составляет 2412 км². Рельеф преимущественно представлен средневысотными горами; крупнейшая река, протекающая по территории заповедника — Вишера. 76 % территории покрыто лесами. Флора Вишерского заповедника представлена 460 видами сосудистых растений, в том числе двумя редкими. Фауна представлена 46 видами млекопитающих, 136 видами птиц, четырьмя видами амфибий, одним видом рептилий и семи видами рыб. Из охраняемых животных можно отметить соболя, бурого медведя, скопу и орлана-белохвоста. Заповедник Басеги расположен в восточной части края, в предгорьях горного хребта Басеги, на территории Гремячинского и Горнозаводского муниципальных районов края; имеет площадь 379,35 км². Был основан в 1982 году и значительно расширен в 1993 году. На территории заповедника произрастают 526 видов сосудистых растений. Фауна представлена 51 видом млекопитающих, 120 видами птиц, двумя видами рептилий и четырьмя видами амфибий.

## История исследований территории Пермского края
Около 1220 года русские ратники проникли с реки Вычегды на Каму и спустились по ней до реки Волга. Именно эта дата является первым упоминанием реки Кама в русских летописях. В 1396 году в русских летописях впервые упоминается река Чусовая. В 1430 году был основан город Соль Камская (современный Соликамск). В конце XV—XVI веках на территорию современного пермского края был совершён ряд походов, носивших преимущественно завоевательный характер. В 1568 году Иван Грозный пожаловал Я. Строганову грамоту на владение землями на реке Чусовой. В 1582 году дружина под предводительством Ермака отправляется на завоевание Сибири, проходя через территорию Урала по таким рекам как Кама и Чусовая. В 1584 году был основан город Кунгур, что послужило началом последующего массового заселения этих земель русскими. В 1667 году в Тобольске был составлен чертёж Сибири, на котором полностью были показаны и Уральские горы. В 1692 году в Амстердаме была напечатана книга Н. Витсена «Северная и Восточная Татария», где были отражены наиболее полные сведения того времени об Урале. В «Чертёжной книге Сибири» С. Ремезова (1701 год) были подробно представлены различные части Урала. Научное изучение природы Урала начинает Василий Никитич Татищев, прибывший сюда для основания и строительства новых заводов. В 1723 году был заложен Егошихинский медеплавильный завод (этот год считают годом основания города Перми).
В 1783 году был открыт Сибирский тракт, следовавший через Пермь и Кунгур далее, на Екатеринбург. В 1804 году в Перми вышел основательный научный труд «Хозяйственное описание Пермской губернии». В 50-х годах XIX века Э. К. Гофманом предпринималось изучение геологическое строения Богословского, Боткинского, Пермского, Гороблагодатского, Златоустовского и Екатеринбургского горных округов. В 1876 году была издана книга Смышляева «Источники и пособия для изучения Пермского края», где помимо прочего, имелось и подробное описание географии региона. В 1899 году железорудная промышленность изучалась Д. И. Менделеевым, посетившим некоторые города Пермской губернии. Во второй половине XIX — начале XX века ряд известных учёных занимались геологическими исследованиями Урала. Среди этих учёных можно упомянуть такие имена как А. Н. Заварицкий, Е. С. Фёдоров, Ф. Н. Чернышёв, А. Е. Ферсман, В. А. Варсанофьева и др. В 1924 году начинается систематическая геологическая съёмка Урала.

## Административное деление
В административном отношении Пермский край подразделён на 48 муниципальных образований первого уровня: 42 муниципальных района и 6 городских округов. Муниципальные образования, в свою очередь, подразделяются на 282 сельских поселения и 32 городских поселения.

##### Городские округа
- город Березники
- ЗАТО посёлок городского типа Звёздный
- город Кудымкар
- город Кунгур
- город Пермь
- город Соликамск

##### Муниципальные районы в составе края
- Александровский район
- Бардымский район
- Берёзовский район
- Большесосновский район
- Верещагинский район
- Гайнский район
- Горнозаводский район
- Гремячинский район
- Губахинский район
- Добрянский район
- Еловский район
- Ильинский район
- Карагайский район
- Кизеловский район

- Кишертский район
- Косинский район
- Кочёвский район
- Краснокамский район
- Красновишерский район
- Кудымкарский район
- Куединский район
- Кунгурский район
- Лысьвенский район
- Нытвенский район
- Октябрьский район
- Ординский район
- Осинский район
- Оханский район

- Очёрский район
- Пермский район
- Сивинский район
- Соликамский район
- Суксунский район
- Уинский район
- Усольский район
- Чайковский район
- Частинский район
- Чердынский район
- Чернушинский район
- Чусовской район
- Юрлинский район
- Юсьвинский район